# Mandabe Airport
Mandabe Airport är en flygplats i Madagaskar. Den ligger i den sydvästra delen av landet, 400 km sydväst om huvudstaden Antananarivo. Mandabe Airport ligger 297 meter över havet.
Terrängen runt Mandabe Airport är platt. Runt Mandabe Airport är det mycket glesbefolkat, med 2 invånare per kvadratkilometer. Omgivningarna runt Mandabe Airport är huvudsakligen savann.